# Écuisses
Écuisses é uma comuna francesa na região administrativa de Borgonha-Franco-Condado, no departamento Saône-et-Loire. Estende-se por uma área de 13,36 km². Em 2010 a comuna tinha 1 615 habitantes (densidade: 120,9 hab./km²).